# 죽음의 바탄 행진

바탄 죽음의 행진 경로

죽음의 바탄 행진(영어: Bataan Death March, 타갈로그어: Martsa ng Kamatayan sa Bataan, 일본어: バターン死の行進)은 태평양 전쟁 초기에 일본군이 7만 명의 미군과 필리핀군 전쟁포로를 학대한 행위이다.

## 상세
1942년 4월 9일 필리핀 바탄반도 남쪽 끝 마리벨레스에서 산페르난도까지 무려 88km를 강제적으로 행진하게 한 것이다. 다시 카파스부터 오도널 수용소까지 13 km를 강제로 행진하였는데 전쟁 포로 70,000명이 행진 과정 중 구타를 당했고, 식량 부족으로 인하여 굶주림을 겪었으며, 행진에서 이탈한 낙오자는 총검으로 찔려 죽음을 당했다. 결국 7,000명~10,000명의 전쟁 포로들이 행진 도중에 사망했고 7만 명 중 54,000명만 수용소에 도착했다. 그리고 나머지는 정글 속으로 도망쳤으며 이 책임으로 필리핀 침공작전을 계획한 사령관 혼마 마사하루 중장은 1946년 4월 3일 마닐라 군사 재판에서 유죄를 선고받고 처형된다. 하지만 고의적 명령 왜곡으로 이 사태를 초래한 쓰지 마사노부 중좌는 처벌은커녕 전범으로 기소되지도 않았다.
오늘날 죽음의 바탄 행진에서 사망한 이들을 기리고자 26.6 마일을 걷는 행사를 주한 미군에서 추모하고 있다.

## 같이 보기
- 일본의 전쟁범죄
- 태평양 전쟁